# Międzynarodowa Konferencja Praw Człowieka

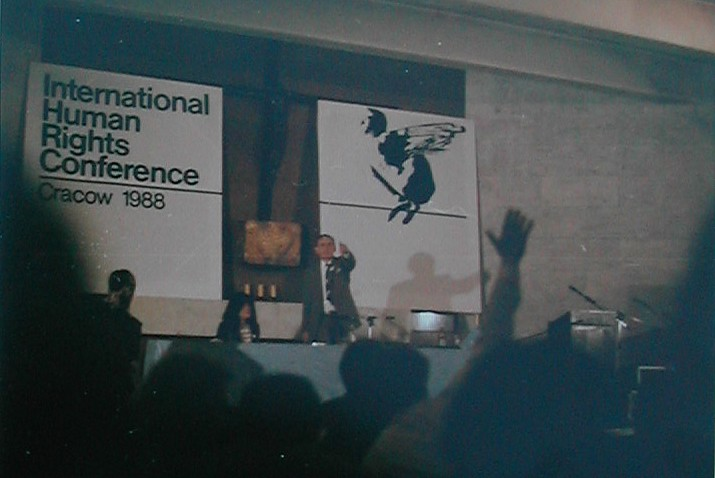
Sala plenarna obrad konferencji. Przemawia Zbigniew Romaszewski, z lewej siedzi Anna Bogucka-Skowrońska

Międzynarodowa Konferencja Praw Człowieka. Kraków 1988 (ang. International Human Rights Conference. Cracow 1988) – niezależna konferencja poświęcona prawom człowieka, która odbyła się w dniach 25–28 sierpnia 1988 w Mistrzejowicach (Kraków) w kościele św. Maksymiliana Marii Kolbego. Organizatorami Konferencji była Komisja Interwencji i Praworządności NSZZ „Solidarność” oraz Ruch Wolność i Pokój. Z ramienia Komisji Interwencji i Praworządności „S” głównym organizatorem Konferencji był Zbigniew Romaszewski, późniejszy wicemarszałek Senatu RP 7 kadencji. W konferencji wzięło udział ponad 1000 osób, w tym 400 gości zagranicznych (m.in. z USA, Francji, Niemiec, Wielkiej Brytanii, Australii i Szwecji). Honorowy patronat sprawował Lech Wałęsa, a za stronę organizacyjną odpowiadał mistrzejowicki Wikariat Solidarności z Potrzebującymi, założony przez ks. Kazimierza Jancarza. Referat wprowadzający wygłosił Jerzy Turowicz. Uczestnicy Konferencji w specjalnej deklaracji poparli odbywające się w kraju akcje protestacyjne.
Podczas Konferencji pracowano w siedmiu grupach problemowych. Omawiano kwestie prawa międzynarodowego, sytuację mniejszości narodowych w Azji, Europie i Ameryce Środkowej, teorię prawa wewnętrznego, prawa dziecka, ekologię. W wystąpieniach i dyskusjach wzięli udział m.in. Andrzej Ajnenkiel, przedstawiciel Senatu USA Michael E. Hammond, Alicja Grześkowiak, rumuńska działaczka Doina Cornea oraz przedstawiciele pokojowych ugrupowań zajmujących się obroną praw człowieka (m.in. Helsinki Watch).
W następnych latach zorganizowano jeszcze dwie takie konferencje:
- II Międzynarodowa Konferencja Praw Człowieka w Leningradzie (ZSRR) w 1990;
- III Międzynarodowa Konferencja Praw Człowieka w Warszawie w 1998

Początkowo II Konferencja miała odbyć się w Wilnie. Ze względu na blokadę Wilna przez wojska sowieckie w 1990, na zaproszenie ówczesnego mera Leningradu Anatolija Sobczaka, konferencja została przeniesiona do tego miasta. III Konferencja została zwołana w 50. rocznice podpisania Powszechnej Deklaracji Praw Człowieka ONZ.